# Championnat de France de rugby à XV de 3e division fédérale 2018-2019
Navigation
Fédérale 3 2017-2018 Fédérale 3 2019-2020
Cette page présente la saison 2018-2019 de Fédérale 3 qui débute le 8 septembre 2018 pour se terminer le 21 avril 2019. Les phases finales commencent le 19 mai 2019 et se termine par la finale qui désigne le champion de France le 23 juin 2019.

## Saison régulière
La première journée est le 9 septembre 2018 et la dernière journée le 21 avril 2019.

### Règlement
La compétition de Fédérale 3 regroupera pour la saison 2018-2019 168 associations réparties en 14 poules de 12 équipes qui se rencontrent en matches « aller » et « retour ».
28 clubs ont accédé à la 3e division fédérale  :
- 1 club par comité sauf la Corse. Les comités Midi-Pyrénées et Île-de-France auront un club supplémentaire chacun. Soit 27 clubs.
- La place restante a été attribuée au club le mieux classé à l’issue de la phase finale du championnat de France Honneur et qui n’accède pas directement en 3e division fédérale.

Phases finales
Les quatre premiers de chaque poule, ainsi que les huit meilleures équipes parmi les équipes classées 5e de leur poule, disputeront les phases finales, qui débuteront en 32e de finale   ;
Les équipes classées 11e et 12e de chaque poule sont reléguées en série territoriale Honneur de leur comité d’appartenance pour la saison 2019-2020  ;
Accession à la Fédérale 2 pour la saison 2019-2020
Les 16 clubs qui accèdent à la Fédérale 2 sont les clubs vainqueurs des seizièmes de finale  ;

### Poules 1, 2, 3
- : Qualifiés pour les phases finales
- : Promu en Fédérale 2
- : Relégué en honneur régional

| Poule 1 1. AAS Sarcelles 98pts (P) 2. RC Compiègne 83pts 3. Évreux AC 80pts 4. Rugby olympique club de Houilles-Carrières-sur-Seine 78pts 5. Stade domontois 75pts (R) 6. RCA Cergy-Pontoise 55pts (P) 7. Stade caennais 47pts 8. RC Roubaix 42pts (P) 9. AC Soissons 28pts 10. XV Couronnais 27pts 11. CS Gravenchon 18pts (P) 12. CLL Armentières -2pts | Poule 2 1. RC Courbevoie 98pts 2. Saint-Denis US 88pts (R) 3. Rugby club auxerrois 72pts 4. Gretz-Tournan-Ozoir rugby centre 77 61pts 5. US Olympiades Massif-Central 58pts 6. RC Sucy-en-Brie 53pts 7. AC Bobigny 93 50pts (R) 8. Rueil AC 49pts 9. AC Boulogne-Billancourt (ACBB) 46pts 10. US Pithiviers 28pts 11. Clamart RC 92 22pts (R) 12. ES Viry-Châtillon -44pts | Poule 3 1. CO Le Puy 71pts 2. FC Saint-Claude 71pts 3. RC de la Dombes 64pts 4. RC des Vallons-de-la-Tour 58pts 5. SC Tarare 58pts (P) 6. AS Saint-Marcel-Isle d'Abeau (ASSMIDA) 58pts 7. RC Andrézieux-Bouthéon 54pts 8. AS Ampuis Côte Rôtie 48pts 9. Rhône-Sportif (Lyon-Villeurbanne) 42pts 10. SO Givors 41pts 11. RC du pays Saint Jeannais 41pts 12. OL Saint-Genis-Laval 19pts |

### Poules 4, 5, 6
- : Qualifiés pour les phases finales
- : Promu en Fédérale 2
- : Relégué en honneur régional

| Poule 4 1. RC Metz 91 pts 2. CS Lons-le-Saunier 87 pts 3. Rugby tango chalonnais 86 pts (P) 4. US Genlis 74 pts 5. SC couchois 61 pts 6. FC Haguenau 50 pts 7. Entente Montbéliard Belfort ASCAP Rugby (EMBAR) 40 pts 8. Nancy Seichamps rugby 37 pts (P) 9. CR Illkirch-Graffenstaden (CRIG) 36 pts 10. RC chagnotin 33 pts (P) 11. Olympique de Besançon 29 pts 12. RC Pont-à-Mousson (RCPAM) -7pts | Poule 5 1. Saint-Marcellin sports 85pts 2. US Montélimar 82pts (R) 3. US Annecy 73pts 4. US Renage-Rives 71pts 5. US Véore XV 65pts 6. RC teillois 57pts (P) 7. US Izeaux 49pts 8. SC Privas 45pts 9. FC Aix 34pts (P) 10. US Deux-Ponts 32pts 11. RC Seyssins 20pts 12. Union sportive Rhône XV (RC Roche-de-Glun et RC Bourg-les-Valence) 8pts | Poule 6 1. RC aubagnais 89pts 2. RC Draguignan 81pts (P) 3. SU cavaillonnais 80pts 4. Aix UC 80pts 5. RC Jacou Montpellier Nord 65pts 6. US valréassienne 59pts (P) 7. US Avignon Le Pontet Vaucluse 51pts 8. Boxeland Club Islois Rugby à XV 46pts 9. RC Six-Fours-Le Brusc 38pts 10. ES montilienne 19pts 11. RC uzétien 13pts 12. RC Martigues Port-de-Bouc -9pts |

### Poules 7, 8, 9
- : Qualifiés pour les phases finales
- : Promu en Fédérale 2
- : Relégué en honneur régional

| Poule 7 1. Stade poitevin 87pts 2. RC riomois 75pts 3. CS nontronnais 74pts 4. RC Blois 63pts 5. RC guérétois 60pts 6. US Tours 58pts 7. SC chinonais 55pts 8. RC Issoudun 48pts (P) 9. US La Châtre 41pts 10. OC Montluçon 37pts (P) 11. CO couronnais 17pts 12. SA vierzonnais 12pts | Poule 8 1. Plouzané AC 99pts 2. RC La Baule 90pts 3. Saint-Nazaire ovalie 64pts (P) 4. FC yonnais 56pts 5. RC Puilboreau 56pts (R) 6. SCORC Angers 48pts 7. RC Trignac 46pts 8. Pays Auray RC 44pts 9. RC sablais 43pts 10. CJF Saint-Malo 36pts (P) 11. RC Saint-Sébastien–Basse-Goulaine 35pts 12. Fontenay-Luçon rugby sud Vendée 3pts (P) | Poule 9 1. US Bazas 80pts 2. SC surgèrien 78pts 3. Stade blayais 74pts 4. UA Gujan-Mestras 70pts 5. Union Barbézieux Jonzac 70pts 6. AS Mérignac 64pts 7. SA Rochefort 48pts 8. US Lalinde 39pts 9. Léognan rugby 37pts (P) 10. RC Mussidan 32pts 11. UA Vernoise Vergt 25pts (P) 12. Royan-Saujon rugby -6pts (P) |

### Poules 10, 11, 12
- : Qualifiés pour les phases finales
- : Promu en Fédérale 2
- : Relégué en honneur régional

| Poule 10 1. Stade Belvesois 89pts 2. RC Arpajon-Veinazès 76pts 3. CA Sarlat 76pts 4. US Monflanquin 71pts 5. RC Uzerche 62pts 6. RC Saint-Cernin 57pts 7. US Argentacoise 52pts (P) 8. GS Figeac 49pts 9. US Ussel 44pts 10. Stade marivalois 32pts 11. Gourdon XV Bouriane 21pts 12. US Fumel Libos -44pts | Poule 11 1. UA saverdunoise 72pts (R) 2. US thuirinoise 70pts 3. RC revélois 69pts 4. JSI Elne/Latour/Theza 67pts (P) 5. Stade piscenois 61pts 6. RC Palavas-les-Genêts 57pts 7. Servian-Boujan rugby 53pts 8. SCA Rivesaltes-Bompas XV 52pts 9. US Quillan-Limoux 40pts 10. Entente Vendres-Lespignan Hérault XV 39pts 11. US Côte Vermeille 26pts 12. Les Rives d'Orb (Cazouls-les-Béziers, Cessenon-sur-Orb, Maraussan) 18pts (P) | Poule 12 1. RC Saint-Sulpice 72pts 2. Saint-Girons SC 69pts (P) 3. ES gimontoise 69pts (R) 4. Stade beaumontois 64pts 5. RC Bon-Encontre-Boé 55pts 6. Stade saint-gaudinois luchonnais 44pts 7. Coq léguevinois 41pts (P) 8. Grenade sports 39pts 9. Entente de la vallée du Girou 26pts 10. US tournonaise 20pts 11. RC Montauban 12pts 12. CO Saint-Lary-Soulan 0pt |

### Poules 13, 14
- : Qualifiés pour les phases finales
- : Promu en Fédérale 2
- : Relégué en honneur régional

| Poule 13 1. RC Auch 92pts (P) 2. AS Pont-Long 81pts 3. USEP Ger-Séron-Bédeille 78pts 4. AA nogarolienne 60pts 5. Avenir aturin 55pts (R) 6. JS riscloise 55pts 7. Olympique Ossalois-Laruns 54pts 8. SA Condom 45pts 9. Gan olympique 35pts (P) 10. JS Villeneuve-de-Marsan 33pts 11. US néracaise 20pts 12. UA vicoise 18pts | Poule 14 1. JS rionnaise 76pts 2. AS soustonnaise 75pts 3. Stade navarrais 69pts 4. AS Bayonne 58pts 5. Avenir Bizanos 56pts 6. US Mouguerre 53pts 7. US Bardos 49pts 8. Inthalatz rugby Larressore 46pts 9. US Cambo 44pts (P) 10. Saint-Pée UC 43pts 11. US Mugron 36pts 12. US Saint-Palais Amikuze 6pts |  |

## Phases finales

### Trente-deuxièmes de finale
Les trente-deuxièmes de finale se déroulent le 28 avril 2019 (matches aller) et le 5 mai 2019 (matches retour)
| Équipe                                                            | Aller | Total  | Retour | Équipe                              |
| ----------------------------------------------------------------- | ----- | ------ | ------ | ----------------------------------- |
| SC couchois (5e poule 4)                                          | 13-41 | 27-77  | 14-36  | (1er poule 1) AAS Sarcelles         |
| Évreux AC (2e poule 1)                                            | 25-12 | 35-31  | 10-19  | (3e poule 2) Rugby club auxerrois   |
| Rugby olympique club de Houilles-Carrières-sur-Seine (4e poule 1) | 24-44 | 39-90  | 15-46  | (2e poule 2) Saint-Denis US         |
| Gretz-Tournan-Ozoir rugby centre 77 (4e poule 2)                  | 9-19  | 35-68  | 26-49  | (3e poule 1) RC Compiègne           |
| Stade domontois (5e poule 1)                                      | 3-33  | 3-85   | 0-52   | (1er poule 2) RC Courbevoie         |
| RC de la Dombes (3e poule 3)                                      | 27-8  | 43-14  | 16-6   | (3e poule 4) Rugby tango chalonnais |
| US Genlis (4e poule 4)                                            | 19-18 | 39-49  | 20-31  | (2e poule 2) FC Saint-Claude        |
| RC des Vallons-de-la-Tour (4e poule 3)                            | 13-15 | 52-38  | 39-23  | (2e poule 4) CS Lons-le-Saunier     |
| US Véore XV (5e poule 5)                                          | 13-26 | 37-71  | 24-45  | (1er poule 3) CO Le Puy             |
| Aix UC (4e poule 6)                                               | 14-16 | 31-48  | 17-32  | (2e poule 5) US Montélimar          |
| US Annecy (3e poule 5)                                            | 21-17 | 45-39  | 24-22  | (2e poule 6) RC Draguignan          |
| US Renage-Rives (4e poule 5)                                      | 21-10 | 29-39  | 8-19   | (1er poule 4) RC Metz               |
| Stade piscenois (5e poule 11)                                     | 17-20 | 41-49  | 24-29  | (1er poule 5) Saint-Marcellin Sp    |
| SU cavaillonnais (3e poule 6)                                     | 19-6  | 34-43  | 15-37  | (2e poule 11) US thuirinoise        |
| JSI Elne/Latour/Theza (4e poule 11)                               | 25-7  | 35-45  | 10-38  | (3e poule 10) RC Arpajon-Veinazès   |
| US Monflanquin (4e poule 10)                                      | 22-20 | 35-48  | 13-28  | (1er poule 6) RC aubagnais          |
| UA Gujan-Mestras (4e poule 9)                                     | 24-7  | 48-33  | 24-26  | (1er poule 8) Plouzané AC           |
| Saint-Nazaire ovalie (3e poule 8)                                 | 21-6  | 47-49  | 26-43  | (2e poule 7) RC riomois             |
| CS nontronnais (3e poule 7)                                       | 21-43 | 40-81  | 19-38  | (2e poule 9) SC surgèrien           |
| FC yonnais (4e poule 8)                                           | 7-19  | 28-72  | 21-53  | (1er poule 7) Stade poitevin        |
| RC Uzerche (5e poule 10)                                          | 20-35 | 30-69  | 10-34  | (1er poule 9) US Bazas              |
| Stade blayais (3e poule 9)                                        | 29-18 | 41-43  | 12-25  | (2e poule 10) CA Sarlat             |
| RC Blois (4e poule 7)                                             | 8-23  | 25-55  | 17-32  | (2e poule 8) RC La Baule            |
| Union Barbézieux Jonzac (5e poule 9)                              | 17-19 | 27-43  | 10-24  | (1er poule 10) Stade Belvesois      |
| RC Jacou Montpellier Nord (5e poule 6)                            | 20-20 | 32-60  | 12-40  | (1er poule 11) UA saverdunoise      |
| Stade navarrais (3e poule 14)                                     | 18-18 | 27-38  | 9-20   | (2e poule 12) Saint-Girons SC       |
| RC revélois (3e poule 11) Disqualifié                             | 26-13 | 45-33  | 19-20  | (3e poule 12) ES gimontoise         |
| AA nogarolienne (4e poule 13)                                     | 19-23 | 43-47  | 24-24  | (1er poule 12) RC Saint-Sulpice     |
| RC Bon-Encontre-Boé (5e poule 12)                                 | 6-14  | -23-29 | 17-15  | (1er poule 13) RC Auch              |
| AS Bayonne (4e poule 14)                                          | 24-50 | 47-67  | 23-17  | (2e poule 13) AS Pont-Long          |
| USEP Ger-Séron-Bédeille (3e poule 13)                             | 13-12 | 22-37  | 9-25   | (2e poule 14) AS soustonnaise       |
| Stade beaumontois (4e poule 12)                                   | 32-18 | 60--28 | 28-10  | (1er poule 14) JS rionnaise         |

### Seizièmes de finale
Les seizièmes de finale se déroulent le 19 mai 2019 (matches aller) et le 26 mai 2019 (matches retour). 
Les clubs vainqueurs sont promus en Fédérale 2 pour la saison 2019-2020.
| Équipe                                 | Aller | Total  | Retour | Équipe                           |
| -------------------------------------- | ----- | ------ | ------ | -------------------------------- |
| Évreux AC (2e poule 1)                 | 18-26 | 35-43  | 17-17  | (1er poule 1) AAS Sarcelles      |
| RC Compiègne (3e poule 1)              | 22-25 | 40-49  | 18-24  | (2e poule 2) Saint-Denis US      |
| RC de la Dombes (3e poule 3)           | 22-22 | 41-60  | 19-38  | (1er poule 2) RC Courbevoie      |
| RC des Vallons-de-la-Tour (4e poule 3) | 30-18 | 45-49  | 15-31  | (2e poule 2) FC Saint-Claude     |
| US Montélimar (2e poule 5)             | 41-21 | 68-38  | 27-17  | (1er poule 3) CO Le Puy          |
| US Annecy (3e poule 5)                 | 33-20 | 55-39  | 22-19  | (1er poule 4) RC Metz            |
| US thuirinoise (2e poule 11)           | 8-11  | 26-37  | 18-26  | (1er poule 5) Saint-Marcellin Sp |
| RC Arpajon-Veinazès (3e poule 10)      | 46-3  | 59-44  | 13-41  | (1er poule 6) RC aubagnais       |
| UA Gujan-Mestras (4e poule 9)          | 53-30 | 82-57  | 29-27  | (2e poule 7) RC riomois          |
| SC surgèrien (2e poule 9)              | 20-10 | 38-29  | 18-19  | (1er poule 7) Stade poitevin     |
| CA Sarlat (2e poule 10),               | 23-35 | 50-54  | 27-19  | (1er poule 9) US Bazas           |
| RC La Baule (2e poule 8)               | 13-6  | 31-33  | 18-27  | (1er poule 10) Stade Belvesois   |
| Saint-Girons SC (2e poule 12)          | 17-12 | 23-21  | 6-9    | (1er poule 11) UA saverdunoise   |
| ES gimontoise (3e poule 12)            | 15-10 | 24-29  | 9-19   | (1er poule 12) RC Saint-Sulpice  |
| AS Pont-Long (2e poule 13)             | 10-15 | 23- 43 | 13-28  | (1er poule 13) RC Auch           |
| Stade beaumontois (4e poule 12)        | 26-17 | 35-37  | 9-20   | (2e poule 14) AS soustonnaise    |

### Huitièmes, quarts, demi et finale
|  | Huitièmes de finale               | Huitièmes de finale |                  |    | Quarts de finale | Quarts de finale |  |  | Demi-finales | Demi-finales |  |  | Finale       | Finale       |
|  | Huitièmes de finale               | Huitièmes de finale |                  |    | Quarts de finale | Quarts de finale |  |  | Demi-finales | Demi-finales |  |  | Finale       | Finale       |
|  |                                   |                     |                  |    |                  |                  |  |  |              |              |  |  |              |              |
|  | 2 juin 2019                       | 2 juin 2019         |                  |    | 9 juin 2019      | 9 juin 2019      |  |  | 16 juin 2019 | 16 juin 2019 |  |  | 23 juin 2019 | 23 juin 2019 |
|  | 2 juin 2019                       | 2 juin 2019         |                  |    | 9 juin 2019      | 9 juin 2019      |  |  | 16 juin 2019 | 16 juin 2019 |  |  | 23 juin 2019 | 23 juin 2019 |
|  | AAS Sarcelles (1er poule 1)       | 30                  |                  |    | 9 juin 2019      | 9 juin 2019      |  |  | 16 juin 2019 | 16 juin 2019 |  |  | 23 juin 2019 | 23 juin 2019 |
|  | AAS Sarcelles (1er poule 1)       | 30                  |                  |    | 9 juin 2019      | 9 juin 2019      |  |  | 16 juin 2019 | 16 juin 2019 |  |  | 23 juin 2019 | 23 juin 2019 |
|  | Saint-Denis US (2e poule 2)       | 12                  |                  |    | 9 juin 2019      | 9 juin 2019      |  |  | 16 juin 2019 | 16 juin 2019 |  |  | 23 juin 2019 | 23 juin 2019 |
|  | Saint-Denis US (2e poule 2)       | 12                  | AAS Sarcelles    | 07 |                  |                  |  |  | 16 juin 2019 | 16 juin 2019 |  |  | 23 juin 2019 | 23 juin 2019 |
|  | 2 juin 2019                       |                     | AAS Sarcelles    | 07 |                  |                  |  |  | 16 juin 2019 | 16 juin 2019 |  |  | 23 juin 2019 | 23 juin 2019 |
|  |                                   | RC Courbevoie       | 32               |    |                  |                  |  |  | 16 juin 2019 | 16 juin 2019 |  |  | 23 juin 2019 | 23 juin 2019 |
|  | RC Courbevoie (1er poule 2)       | RC Courbevoie       | 32               | 30 |                  |                  |  |  | 16 juin 2019 | 16 juin 2019 |  |  | 23 juin 2019 | 23 juin 2019 |
|  | RC Courbevoie (1er poule 2)       | 9 juin 2019         |                  | 30 |                  |                  |  |  | 16 juin 2019 | 16 juin 2019 |  |  | 23 juin 2019 | 23 juin 2019 |
|  | FC Saint-Claude (2e poule 2)      | 26                  |                  |    |                  |                  |  |  | 16 juin 2019 | 16 juin 2019 |  |  | 23 juin 2019 | 23 juin 2019 |
|  | FC Saint-Claude (2e poule 2)      | 26                  | RC Courbevoie    | 23 |                  |                  |  |  |              |              |  |  | 23 juin 2019 | 23 juin 2019 |
|  | 2 juin 2019                       |                     | RC Courbevoie    | 23 |                  |                  |  |  |              |              |  |  | 23 juin 2019 | 23 juin 2019 |
|  |                                   | Saint-Marcellin Sp  | 20               |    |                  |                  |  |  |              |              |  |  | 23 juin 2019 | 23 juin 2019 |
|  | US Montélimar (2e poule 5)        | Saint-Marcellin Sp  | 20               | 15 |                  |                  |  |  |              |              |  |  | 23 juin 2019 | 23 juin 2019 |
|  | US Montélimar (2e poule 5)        | 16 juin 2019        |                  | 15 |                  |                  |  |  |              |              |  |  | 23 juin 2019 | 23 juin 2019 |
|  | US Annecy (3e poule 5)            | 29                  |                  |    |                  |                  |  |  |              |              |  |  | 23 juin 2019 | 23 juin 2019 |
|  | US Annecy (3e poule 5)            | 29                  | US Annecy        | 03 |                  |                  |  |  |              |              |  |  | 23 juin 2019 | 23 juin 2019 |
|  | 2 juin 2019                       |                     | US Annecy        | 03 |                  |                  |  |  |              |              |  |  | 23 juin 2019 | 23 juin 2019 |
|  |                                   | Saint-Marcellin Sp  | 24               |    |                  |                  |  |  |              |              |  |  | 23 juin 2019 | 23 juin 2019 |
|  | Saint-Marcellin Sp (1er poule 5)  | Saint-Marcellin Sp  | 24               | 31 |                  |                  |  |  |              |              |  |  | 23 juin 2019 | 23 juin 2019 |
|  | Saint-Marcellin Sp (1er poule 5)  | 9 juin 2019         |                  | 31 |                  |                  |  |  |              |              |  |  | 23 juin 2019 | 23 juin 2019 |
|  | RC Arpajon-Veinazès (3e poule 10) | 28                  |                  |    |                  |                  |  |  |              |              |  |  | 23 juin 2019 | 23 juin 2019 |
|  | RC Arpajon-Veinazès (3e poule 10) | 28                  | RC Courbevoie    | 21 |                  |                  |  |  |              |              |  |  |              |              |
|  | 2 juin 2019                       |                     | RC Courbevoie    | 21 |                  |                  |  |  |              |              |  |  |              |              |
|  |                                   | RC Auch             | 14               |    |                  |                  |  |  |              |              |  |  |              |              |
|  | UA Gujan-Mestras (4e poule 9)     | RC Auch             | 14               | 27 |                  |                  |  |  |              |              |  |  |              |              |
|  | UA Gujan-Mestras (4e poule 9)     |                     |                  | 27 |                  |                  |  |  |              |              |  |  |              |              |
|  | SC surgèrien (2e poule 9)         | 38                  |                  |    |                  |                  |  |  |              |              |  |  |              |              |
|  | SC surgèrien (2e poule 9)         | 38                  | SC surgèrien     | 22 |                  |                  |  |  |              |              |  |  |              |              |
|  | 2 juin 2019                       |                     | SC surgèrien     | 22 |                  |                  |  |  |              |              |  |  |              |              |
|  |                                   | Stade Belvesois     | 24               |    |                  |                  |  |  |              |              |  |  |              |              |
|  | CA Sarlat (2e poule 10)           | Stade Belvesois     | 24               | 13 |                  |                  |  |  |              |              |  |  |              |              |
|  | CA Sarlat (2e poule 10)           | 9 juin 2019         |                  | 13 |                  |                  |  |  |              |              |  |  |              |              |
|  | Stade Belvesois (1er poule 10)    | 30                  |                  |    |                  |                  |  |  |              |              |  |  |              |              |
|  | Stade Belvesois (1er poule 10)    | 30                  | Stade Belvesois  | 22 |                  |                  |  |  |              |              |  |  |              |              |
|  | 2 juin 2019                       |                     | Stade Belvesois  | 22 |                  |                  |  |  |              |              |  |  |              |              |
|  |                                   | RC Auch             | 27               |    |                  |                  |  |  |              |              |  |  |              |              |
|  | Saint-Girons SC (2e poule 12)     | RC Auch             | 27               | 21 |                  |                  |  |  |              |              |  |  |              |              |
|  | Saint-Girons SC (2e poule 12)     |                     |                  | 21 |                  |                  |  |  |              |              |  |  |              |              |
|  | RC Saint-Sulpice (1er poule 12)   | 24                  |                  |    |                  |                  |  |  |              |              |  |  |              |              |
|  | RC Saint-Sulpice (1er poule 12)   | 24                  | RC Saint-Sulpice | 29 |                  |                  |  |  |              |              |  |  |              |              |
|  | 2 juin 2019                       |                     | RC Saint-Sulpice | 29 |                  |                  |  |  |              |              |  |  |              |              |
|  |                                   | RC Auch             | 45               |    |                  |                  |  |  |              |              |  |  |              |              |
|  | RC Auch (1er poule 13)            | RC Auch             | 45               | 29 |                  |                  |  |  |              |              |  |  |              |              |
|  | RC Auch (1er poule 13)            |                     |                  | 29 |                  |                  |  |  |              |              |  |  |              |              |
|  | AS soustonnaise (2e poule 14)     | 27                  |                  |    |                  |                  |  |  |              |              |  |  |              |              |
|  | AS soustonnaise (2e poule 14)     | 27                  |                  |    |                  |                  |  |  |              |              |  |  |              |              |